# Lotus 81
Lotus 81 – samochód Formuły 1, zaprojektowany w 1980 roku przez Colina Chapmana, Martina Ogilviego i Petera Wrighta i wyprodukowany przez Team Lotus. Samochód wziął udział w sezonach 1980–1981. Model nie był w przeciwieństwie do innych samochodów Lotusa innowacyjny, będąc stosunkowo prostą konstrukcją, co było związane z tym, że Chapman chciał użyć jeszcze starej technologii. W początkowej wersji samochodu projektanci zrezygnowali z przedniego spojlera, przez co zmniejszył się opór aerodynamiczny i zwiększyła prędkość maksymalna. Późniejsza wersja 81 zawierała jednak przedni spojler.

## Wyniki w Formule 1
| Legenda oznaczeń w tabelach wyników Wyświetl szablon na nowej stronie | Legenda oznaczeń w tabelach wyników Wyświetl szablon na nowej stronie                                                                     |
| Oznaczenie                                                            | Wyjaśnienie |
| --------------------------------------------------------------------- | --- |
| Złoty                                                                 | Zwycięzca lub mistrzostwo |
| Srebrny                                                               | 2. miejsce lub wicemistrzostwo |
| Brązowy                                                               | 3. miejsce lub II wicemistrzostwo |
| Zielony                                                               | Ukończył, punktował (w klasyfikacji generalnej, gdy zdobył co najmniej jeden punkt na przestrzeni sezonu, poza trzema powyższymi opcjami) |
| Niebieski                                                             | Ukończył, nie punktował (w klasyfikacji generalnej, gdy nie zdobył co najmniej jednego punktu na przestrzeni sezonu)                      |
| Czerwony                                                              | Nie zakwalifikował się (NZ) |
| Czerwony                                                              | Nie prekwalifikował się (NPK) |
| Różowy                                                                | Nie ukończył (NU) |
| Różowy                                                                | Niesklasyfikowany (NS) (w klasyfikacji generalnej, gdy nie został sklasyfikowany w żadnym wyścigu sezonu)                                 |
| Czarny                                                                | Zdyskwalifikowany (DK) |
| Czarny                                                                | Wykluczony (WYK/EX) |
| Biały                                                                 | Nie wystartował (NW) |
| Biały                                                                 | Kontuzjowany (K/INJ) |
| Biały                                                                 | Wyścig odwołany (OD/C) |
| Bez koloru                                                            | Został wycofany (WYC/WD) |
| Bez koloru                                                            | Nie przybył (NP/DNA) |
| Bez koloru                                                            | Nie brał udziału w treningach (NT/DNP) |
| Bez koloru                                                            | Nie został zgłoszony (–) |
| Pogrubienie                                                           | Start z pole position |
| Kursywa                                                               | Najszybsze okrążenie wyścigu |
| †                                                                     | Nie ukończył, ale jego rezultat został zaliczony ze względu na przejechanie więcej niż 90% dystansu wyścigu.                              |
| *                                                                     | Sezon w trakcie |
| 1/2/3                                                                 | Punktowana pozycja w sprincie kwalifikacyjnym                                                                                             |
| Lista systemów punktacji Formuły 1                                    | |

| Rok  | Zespół           | Silnik  | Opony | Kierowcy        | 1   | 2   | 3   | 4   | 5   | 6   | 7   | 8   | 9   | 10  | 11  | 12  | 13  | 14  | 15  | Pkt.   | Msc. |
| ---- | ---------------- | ------- | ----- | --------------- | --- | --- | --- | --- | --- | --- | --- | --- | --- | --- | --- | --- | --- | --- | --- | ------ | ---- |
| 1980 | Team Essex Lotus | Ford V8 | G     |                 | ARG | BRA | ZAF | USW | BEL | MCO | FRA | GBR | DEU | AUT | NLD | ITA | CND | USA |     | 17     | 5    |
| 1980 | Team Essex Lotus | Ford V8 | G     | Mario Andretti  | NU  | NU  | 12  | NU  | NU  | 7   | NU  | NU  | 7   | NU  | 8   | NU  | NU  | 6   |     | 17     | 5    |
| 1980 | Team Essex Lotus | Ford V8 | G     | Elio de Angelis | NU  | 2   | NU  | NU  | 10  | 9   | NU  | NU  | 16  | 6   | NU  | 4   | 10  | 4   |     | 17     | 5    |
| 1980 | Team Essex Lotus | Ford V8 | G     | Nigel Mansell   |     |     |     |     |     |     |     |     |     | NU  | NU  | NZ  |     |     |     | 17     | 5    |
| 1981 | Team Essex Lotus | Ford V8 | M G   |                 | USW | BRA | ARG | SMR | BEL | MCO | ESP | FRA | GBR | DEU | AUT | NLD | ITA | CND | LVG | 9 (22) | 7    |
| 1981 | Team Essex Lotus | Ford V8 | M G   | Nigel Mansell   | NU  | 11  | NU  |     | 3   |     |     |     |     |     |     |     |     |     |     | 9 (22) | 7    |
| 1981 | Team Essex Lotus | Ford V8 | M G   | Elio de Angelis | NU  | 5   | 6   |     | 5   |     |     |     |     |     |     |     |     |     |     | 9 (22) | 7    |